# 我杀了拿破仑
《我杀了拿破仑》（義大利語：Ho ucciso Napoleone）是一部2015年的意大利黑色喜剧电影，由乔吉亚·法里纳编剧、导演，米凯拉·拉马佐蒂和利比诺·德·里恩佐主演。

## 演员
- 米凯拉·拉马佐蒂，饰演阿尼塔
- 利比诺·德·里恩佐，饰演比亚吉奥
- 阿德里亞諾·吉安尼尼，饰演帕里德
- 埃琳娜·索菲亚·里奇，饰演奥尔加
- 伊亚·福特，饰演吉安娜
- Thony，饰演恩里卡
- 莫妮卡·纳波，饰演菲利帕
- 贝博·斯托蒂，饰演法内利
- 罗伯托·齐贝蒂，饰演里卡多
- 帕梅拉·维洛雷西，饰演塞西莉亚
- 托马索·拉格诺，饰演加布里埃尔
- 埃里卡·布兰克，饰演克莱利亚
- 卢斯·卡波内格罗，饰演埃莱奥诺拉